# إليزابيث بنتلي (كاتبة)
إليزابيث بنتلي (بالإنجليزية: Elizabeth Bentley)‏ (1767، نورتش في المملكة المتحدة - 1839، نورتش في المملكة المتحدة)؛ كاتِبة وشاعرة بريطانية.